# ديبي رايان
ديبي رايان (بالإنجليزية: Debby Ryan)‏ ممثلة ومغنية أمريكية ولدت في 13 مايو 1993 في هنتسفيل، ألاباما الولايات المتحدة، تمثل أصوات كارتون أو أنمي، قدمت الكثير من العروض في الكنيسة، بدأت التمثيل في سن السابعة، تعرف ديبي باسم: بيلي بيكيت من المسلسل الشهير "The Suite Life On Deck", تتحدث ديبي اللغة الألمانية بطلاقة.

## النشأة والمهنة
انتقلت كثيرا في أوروبا، أكتشفت أنها تحب التمثيل كثيرا، وهي في أوروبا وقررت التمثيل عند رجوعها إلى أمريكا، رجعت إلى أمريكا في سن العاشرة عام 2003 وترعرعت في تكساس، في عام 2007 ظهرت في برنامج بارني والأصدقاء، ثم أكتشفت من قبل ديزني، ظهرت في فيلم "The Longshots" عام 2008 , في عام 2009 قامت مجلة بيبول بمقابلتها وكانت تصف نفسها، بـ «الطالب الذي يذاكر كثيرا», كانت تتعرض للإساءة في المدرسة لكونها عضوه في نادي الشطرنج، لدى ديبي أخ أكبر منها بسنتين واسمه كريس رايان , وهو عازف قيتار لكن ليس مشهورا حتى الآن، وفي عام 2009 قالت ديبي في مقابلة أن أخيها مثلها الأعلى وقدوتها. ديبي تستطيع العزف على الكثير من الآلآت مثل «القيتار والبيانو» وهـي كذلك كـاتبه-أغـاني وهي الآن تعمـل على أغنيـة مع أخيهـا «كريس رايان», مـوسيقى ديبـي المفضلـه هي الجـاز والكـنتري بـوب والـروك.

## وصلات خارجية
- ديبي رايان على موقع IMDb (الإنجليزية)
- ديبي رايان على موقع ميتاكريتيك (الإنجليزية)
- ديبي رايان على موقع روتن توميتوز (الإنجليزية)
- ديبي رايان على موقع قاعدة بيانات الأفلام العربية
- ديبي رايان على موقع ألو سيني (الفرنسية)
- ديبي رايان على موقع ميوزك برينز (الإنجليزية)
- ديبي رايان على موقع تيرنر كلاسيك موفيز (الإنجليزية)
- ديبي رايان على موقع أول موفي (الإنجليزية)
- ديبي رايان على موقع قاعدة بيانات الأفلام السويدية (السويدية)
- ديبي رايان على موقع إن إن دي بي (الإنجليزية)

- الموقع الرسمي